# Nagel, Wunsiedel
Nagel là một đô thị ở huyện Wunsiedel bang Bayern thuộc nước Đức.